# تراموای فرانکفورت (اودر)
تراموای فرانکفورت (آلمانی: Straßenbahnnetz Frankfurt (Oder)) سیستم تراموا در شهر فرانکفورت (اودر)، آلمان است.
این ترموا که در سال ۱۸۹۸ تأسیس شده دارای ۵ خط، ۴۲ ایستگاه و ۱۹٫۵ کیلومتر طول دارد.

## نگارخانه

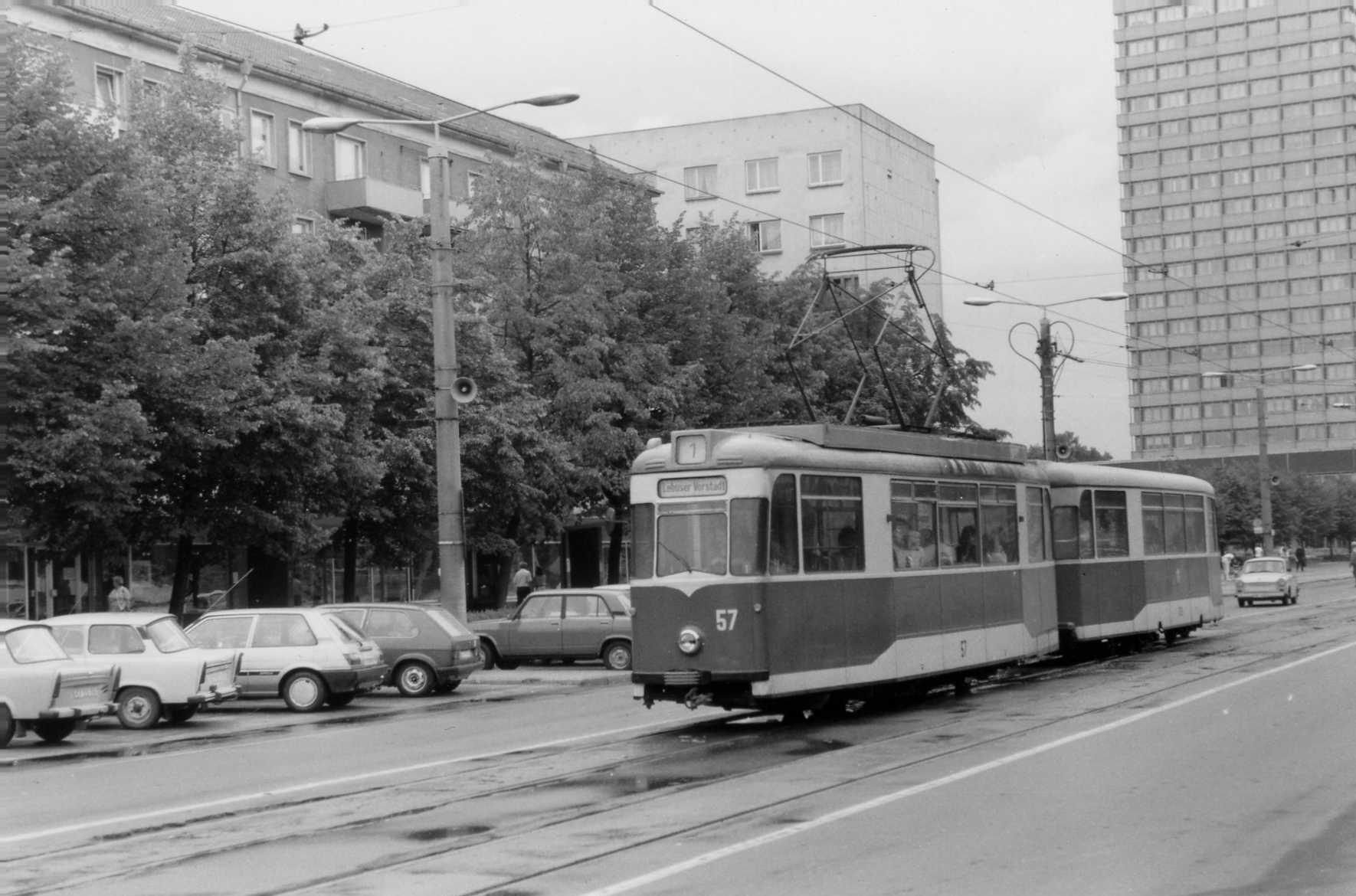
۱۹۹۰
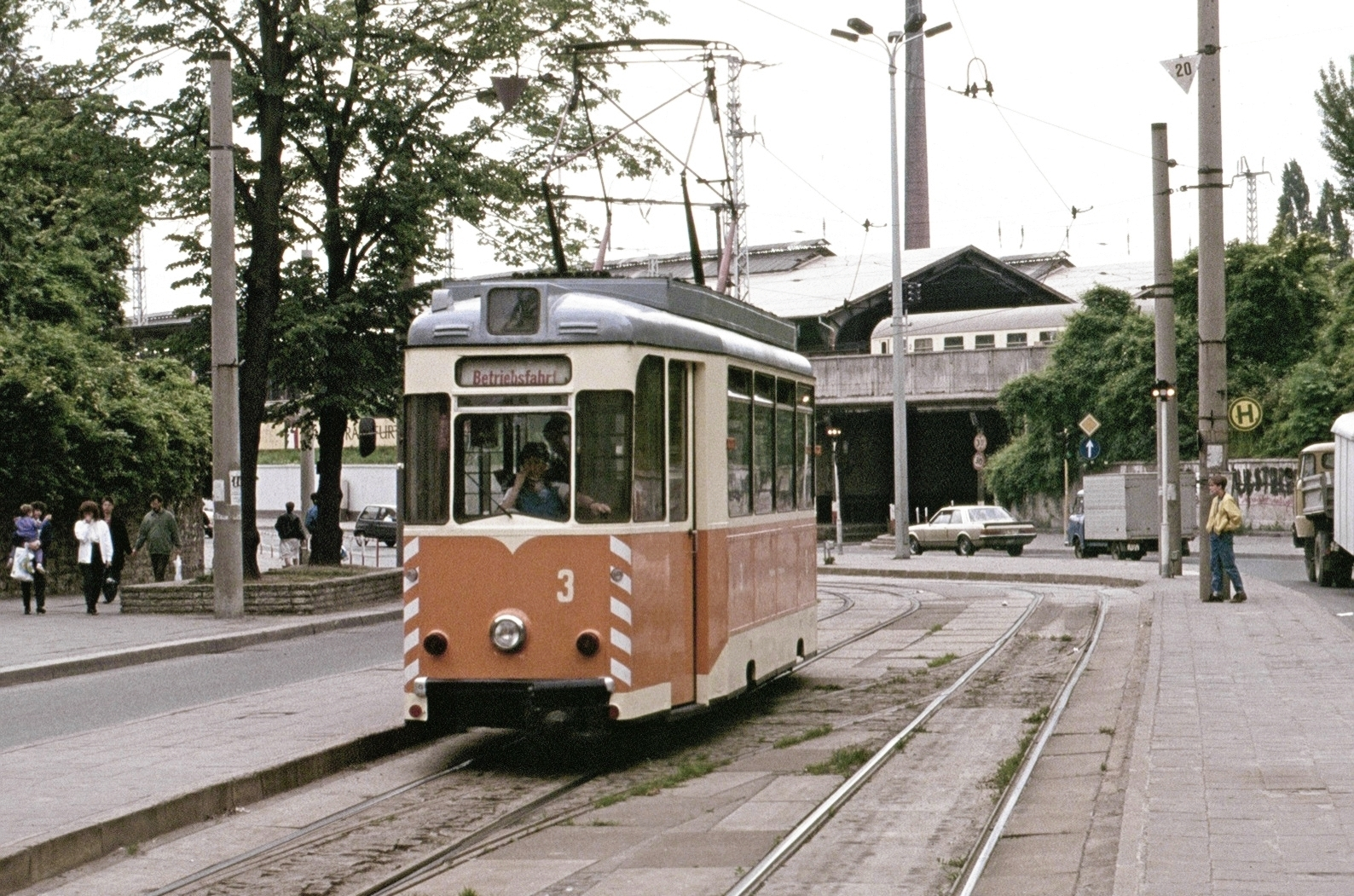
۱۹۹۱
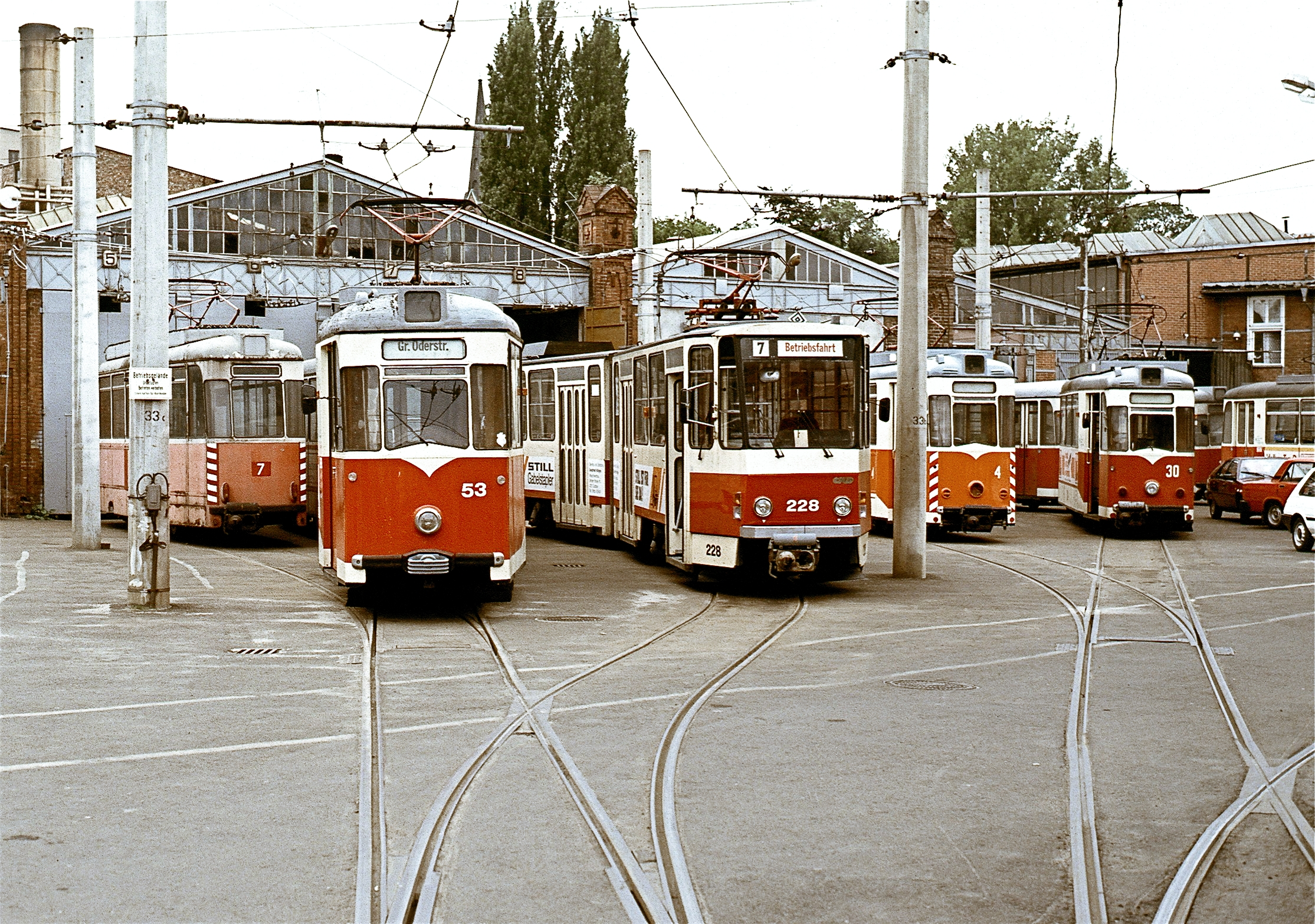
۱۹۹۱
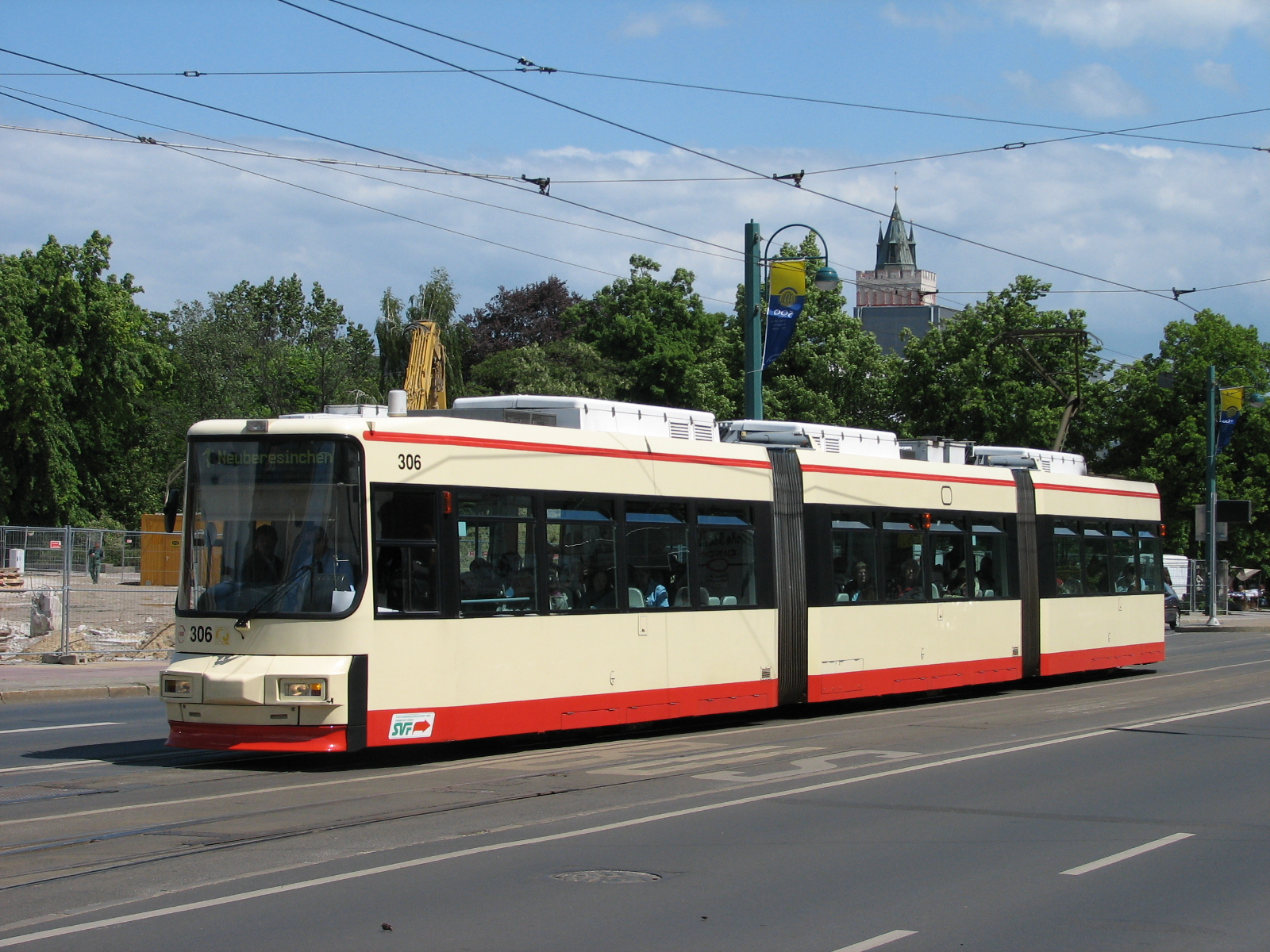
۲۰۰۶
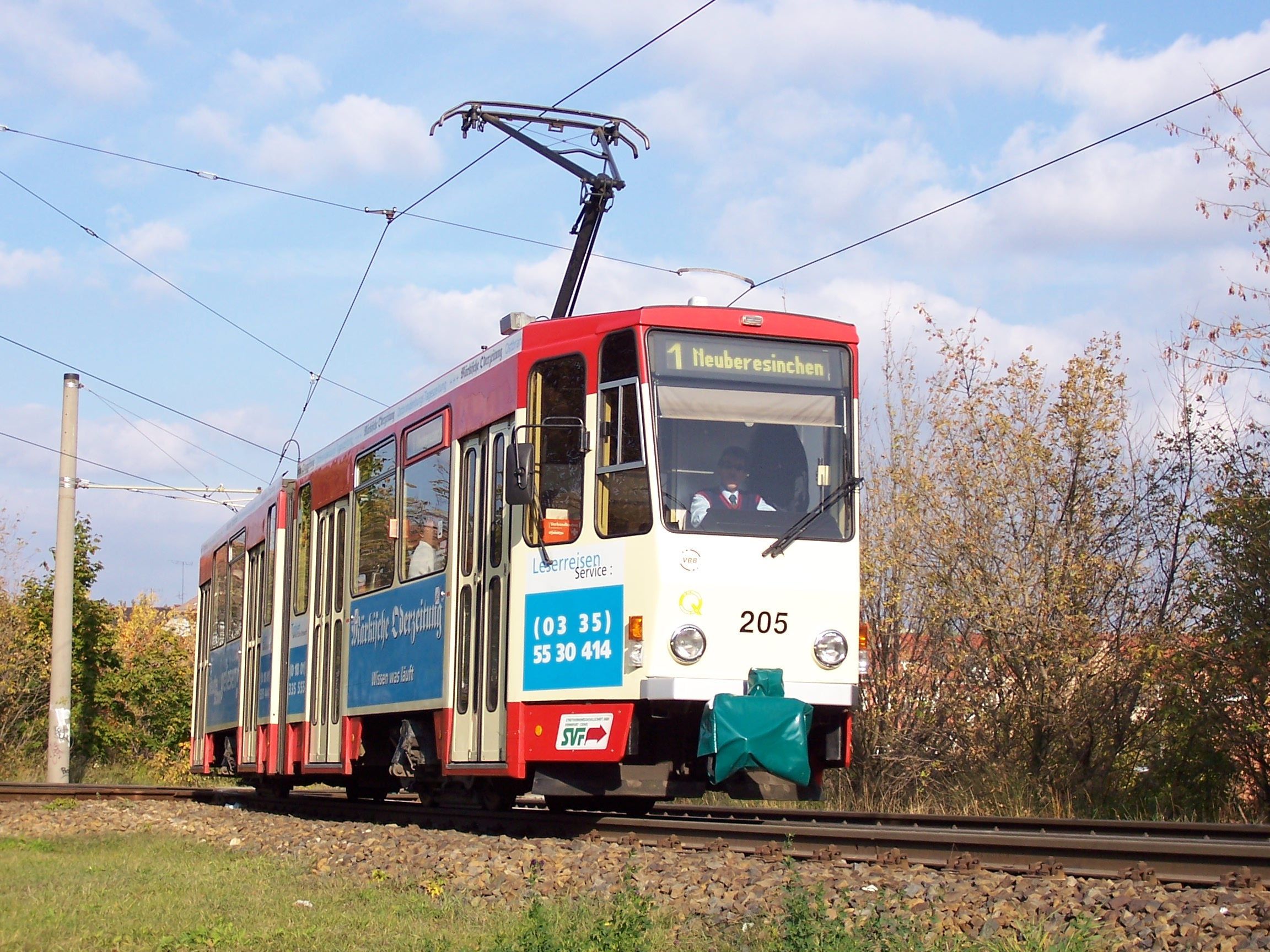
۲۰۰۷